# 香川県幼稚園一覧
香川県幼稚園一覧（かがわけんようちえんいちらん）は、香川県の幼稚園の一覧。廃止された幼稚園については香川県幼稚園の廃園一覧を参照。

## 国立幼稚園
- 香川大学教育学部附属幼稚園
- 香川大学教育学部附属幼稚園高松園舎

## 公立幼稚園

### 高松市
- 高松市立木太幼稚園
- 高松市立前田幼稚園
- 高松市立川添幼稚園
- 高松市立林幼稚園
- 高松市立三渓幼稚園
- 高松市立香西幼稚園
- 高松市立一宮幼稚園
- 高松市立多肥幼稚園
- 高松市立川岡幼稚園
- 高松市立円座幼稚園
- 高松市立檀紙幼稚園
- 高松市立弦打幼稚園
- 高松市立鬼無幼稚園
- 高松市立下笠居幼稚園
- 高松市立木太北部幼稚園
- 高松市立春日幼稚園
- 高松市立山田幼稚園

### 丸亀市
- 丸亀市立城坤幼稚園
- 丸亀市立城北幼稚園
- 丸亀市立西幼稚園
- 丸亀市立城東幼稚園
- 丸亀市立城辰幼稚園
- 丸亀市立本島幼稚園
- 丸亀市立郡家幼稚園
- 丸亀市立あやうた幼稚園
- 丸亀市立飯山南幼稚園
- 丸亀市立飯山北幼稚園

### 坂出市
- 坂出市立坂出中央幼稚園
- 坂出市立林田幼稚園
- 坂出市立川津幼稚園
- 坂出市立王越幼稚園
- 坂出市立府中幼稚園
- 坂出市立松山幼稚園
- 坂出市立瀬居幼稚園
- 坂出市立加茂幼稚園
- 坂出市立櫃石幼稚園

### 善通寺市
- 善通寺市立中央幼稚園
- 善通寺市立東部幼稚園
- 善通寺市立西部幼稚園
- 善通寺市立南部幼稚園
- 善通寺市立竜川幼稚園
- 善通寺市立与北幼稚園
- 善通寺市立筆岡幼稚園
- 善通寺市立吉原幼稚園

### 観音寺市
- 観音寺市立一ノ谷幼稚園
- 観音寺市立大野原幼稚園
- 観音寺市立観音寺幼稚園
- 観音寺市立柞田幼稚園
- 観音寺市立高室幼稚園
- 観音寺市立常磐幼稚園
- 観音寺市立豊田幼稚園
- 観音寺市立豊浜幼稚園

### さぬき市
- さぬき市立志度幼稚園
  - さぬき市立志度幼稚園末分園
- さぬき市立志度南幼稚園
- さぬき市立志度東幼稚園
- さぬき市立中央幼稚園
- さぬき市立鴨部幼稚園
- さぬき市立小田幼稚園
- さぬき市立津田幼稚園
- さぬき市立鶴羽幼稚園
- さぬき市立富田幼稚園
- さぬき市立松尾幼稚園
- さぬき市立寒川幼稚園
- さぬき市立前山幼稚園
- さぬき市立長尾幼稚園
- さぬき市立造田幼稚園

### 東かがわ市
- 東かがわ市立引田幼稚園
- 東かがわ市立本町幼稚園
- 東かがわ市立白鳥幼稚園
- 東かがわ市立福栄幼稚園
- 東かがわ市立三本松幼稚園
- 東かがわ市立誉水幼稚園
- 東かがわ市立丹生幼稚園

### 三豊市
- 三豊市立曽保幼稚園
- 三豊市立大浜幼稚園
- 三豊市立松崎幼稚園
- 三豊市立箱浦幼稚園
- 三豊市立詫間幼稚園
- 三豊市立勝間幼稚園
- 三豊市立上高瀬幼稚園
- 三豊市立二ノ宮幼稚園
- 三豊市立麻幼稚園
- 三豊市立比地幼稚園
- 三豊市立平石幼稚園
- 三豊市立辻幼稚園
- 三豊市立河内幼稚園
- 三豊市立大野幼稚園
- 三豊市立神田幼稚園
- 三豊市立財田幼稚園
- 三豊市立下高瀬幼稚園
- 三豊市立吉津幼稚園
- 三豊市立大見幼稚園

### 小豆郡
- 小豆島町立星城幼稚園
- 小豆島町立旭幼稚園
- 小豆島町立安田幼稚園
- 小豆島町立苗羽幼稚園
- 小豆島町立福田幼稚園
- 小豆島町立池田幼稚園
- 土庄町立土庄幼稚園
- 土庄町立北浦幼稚園
- 土庄町立渕崎幼稚園
- 土庄町立四海幼稚園
- 土庄町立大鐸幼稚園
- 土庄町立大部幼稚園

### 木田郡
- 三木町立田中幼稚園
  - 三木町立田中幼稚園天枝分園
- 三木町立氷上幼稚園
- 三木町立白山幼稚園
- 三木町立ししの子幼稚園

### 香川郡
- 直島町立直島幼稚園

### 綾歌郡
- 綾川町立枌所幼稚園
- 宇多津町立宇多津幼稚園

### 仲多度郡
- まんのう町立仲南東幼稚園
- まんのう町立仲南北幼稚園
- まんのう町立満濃南幼稚園
- まんのう町立四条幼稚園
- まんのう町立高篠幼稚園
- まんのう町立長炭幼稚園
- 多度津町立多度津幼稚園
- 多度津町立豊原幼稚園
- 多度津町立四箇幼稚園
- 多度津町立白方幼稚園
- 琴平町立南幼稚園
- 琴平町立北幼稚園

## 私立幼稚園

### 高松市
- 高松幼稚園
- 高松東幼稚園
- 高松中央高校幼稚園
- ときわ幼稚園
- マリア幼稚園
- 高松聖ヤコブ幼稚園
- 勅使百華幼稚園
- のぞみ幼稚園
- 栗林幼稚園
- 亀阜幼稚園
- くにとう幼稚園
- 愛育幼稚園
- やしま幼稚園
- つくし幼稚園
- 太田百華幼稚園
- 寺井幼稚園
- まゆみ幼稚園
- 二番丁幼稚園
- 新田幼稚園
- 屋島教会幼稚園
- 高松聖母幼稚園
- 桜町聖母幼稚園
- 光華幼稚園
- みくに幼稚園
- 相愛幼稚園
- 青空幼稚園

### 丸亀市
- 丸亀城南虎岳幼稚園
- 丸亀聖母幼稚園

### 坂出市
- 坂出一高幼稚園
- ルンビニ幼稚園

### 善通寺市
- 善通寺聖母幼稚園

### 観音寺市
- 観音寺聖母幼稚園

### さぬき市
- 長尾聖母幼稚園

### 木田郡
- あおば幼稚園

### 綾歌郡
- 青山幼稚園
- 香川短期大学附属幼稚園